# 山梨県道43号六郷インター線
山梨県道43号六郷インター線（やまなしけんどう43ごう ろくごうインターせん）は、山梨県西八代郡市川三郷町から同県南巨摩郡身延町に至る県道（主要地方道）である。六郷インターチェンジ（IC）への連絡路も兼ねている。

## 概要
2017年（平成29年）3月16日に中部横断自動車道六郷IC - 増穂IC間開通に先立って県道指定された。路線には身延線をまたぐための甲斐岩間跨線橋がある。

### 路線データ
- 起点 - 山梨県西八代郡市川三郷町宮原
- 終点 - 山梨県南巨摩郡身延町西嶋
- 延長 - 1500m

## 歴史
- 2017年（平成29年）
  - 3月16日 - 山梨県により県道の路線として認定される[1]。
  - 3月19日 - 中部横断自動車道六郷IC - 増穂IC間が開通し[2]、中部横断自動車道（甲府方面）との接続が可能となる。
- 2019年（平成31年）3月10日 - 中部横断自動車道下部温泉早川IC - 六郷IC間が開通し、中部横断自動車道（静岡方面）との接続も可能となる。

## 地理

### 通過する自治体
- 山梨県
  - 西八代郡市川三郷町 - 南巨摩郡身延町

### 交差する道路
- 山梨県道9号市川三郷身延線（起点）
- 中部横断自動車道 六郷IC

### 周辺
- 甲斐岩間駅